# Agrodiaetus demavendi
Agrodiaetus demavendi är en fjärilsart som beskrevs av Pfeiffer 1938. Agrodiaetus demavendi ingår i släktet Agrodiaetus och familjen juvelvingar. Inga underarter finns listade i Catalogue of Life.